# Julian Dudda
Julian Dudda (* 8. April 1993 in Bad Nauheim) ist ein deutscher Fußballspieler.

## Karriere

### Im Verein
Dudda spielte als Jugendlicher bei der JSG Wöllstadt, der JSG Echzell, der TSG Wölfersheim und beim FSV Frankfurt. Er wechselte als 14-Jähriger im Sommer 2007 zu Eintracht Frankfurt. Mit der B-Jugend (U-17) der Eintracht wurde er in der Saison 2009/10 Deutscher B-Jugend-Meister.
Zur Saison 2010/11 rückte Dudda in die A-Jugend der Eintracht auf und kam in der A-Jugend Bundesliga Süd/Südwest zum Einsatz.
Am 7. Mai 2011 gab Dudda bei der 0:2-Heimniederlage Eintracht Frankfurts gegen den 1. FC Köln am 33. Spieltag der Saison 2010/11 sein Bundesligadebüt. Am 12. Mai 2011 unterschrieb er bei der Eintracht einen Profivertrag ab 1. Juli 2012 mit Laufzeit bis zum 30. Juni 2015. Dennoch stand er bereits zur Saison 2011/12 im Profikader der Eintracht.
Zur Saison 2013/14 wechselte Dudda in die zweite Mannschaft des SV Werder Bremen. 2015 wechselte Dudda in die Regionalliga Südwest zum Meister Kickers Offenbach. Ein Jahr später wurde er von den Sportfreunden Siegen verpflichtet. In der Winterpause löste er seinen Vertrag wieder auf. Anschließend ging Dudda zurück ins Rhein-Main-Gebiet, wo er sich dem Hessenligisten SC Hessen Dreieich anschloss. Mit ihm wurde er in der Saison 2017/18 Meister und stieg in die Regionalliga auf. Im Januar 2019 wurde der Vertrag in Dreieich im beiderseitigen Einvernehmen aufgelöst. Dudda schloss sich in der Folge dem Hessenligisten Türk Gücü Friedberg an.

### In der Nationalmannschaft
Im Oktober 2010 wurde Dudda DFB-Juniorennationalspieler. Sein Debüt in der deutschen U-18-Auswahl gab er am 10. Oktober 2010 beim 1:0-Sieg über die volle Spielzeit gegen die U-18 der Ukraine.

## Titel und Erfolge
- 2010: Deutscher B-Jugend-Meister mit Eintracht Frankfurt
- 2015: Meister der Regionalliga-Nord mit Werder Bremen II
- 2018: Meister der Hessenliga mit dem SC Hessen Dreieich